# 灯台树属
灯台树属（学名：Bothrocaryum ）为山茱萸科的一个属。
现为山茱萸属（Cornus L.）的异名。

## 物种
本属包括以下物种：
- 灯台树 Bothrocaryum controversum (Hemsl.) Pojark.